# 井口 (三鷹市)
井口（いぐち）は、東京都三鷹市の地名。現行行政地名は井口一丁目から井口五丁目。郵便番号は181-0011。

## 地理
三鷹市の西部に位置する。東から時計回りに上連雀、野崎、深大寺、大沢、小金井市東町及び武蔵野市境南町に隣接する。短冊状に区画整理された住宅地が、新田開発の面影を残している。

### 地価
住宅地の地価は、2025年（令和7年）1月1日の公示地価によれば、井口1-21-71の地点で47万3000円/m2となっている。

## 歴史
江戸幕府8代将軍徳川吉宗による享保の改革の一環として新田開発が行われたのが始まり。この時井口新田という地名がつけられたが、これは開発を行った井口権三郎に由来している。
廃藩置県後、東京府と神奈川県との間で所属が度々変更されていたが、1893年に東京府に移管されて以来そのままである。
神奈川県所属中の1889年、市制町村制の施行に伴い上連雀・下連雀・深大寺新田・大沢・野崎・新川・中仙川・北野・牟礼の各村と合併、北多摩郡三鷹村（1940年町制施行・1950年市制施行「三鷹市」）となった。

## 世帯数と人口
2025年（令和7年）1月1日現在の世帯数と人口は以下の通りである。
| 丁目       | 世帯数    | 人口     |
| ---------- | --------- | -------- |
| 井口一丁目 | 1,839世帯 | 3,830人  |
| 井口二丁目 | 1,167世帯 | 2,501人  |
| 井口三丁目 | 1,088世帯 | 2,286人  |
| 井口四丁目 | 1,569世帯 | 3,181人  |
| 井口五丁目 | 490世帯   | 928人    |
| 計         | 6,153世帯 | 12,726人 |

## 小・中学校の学区
市立小・中学校に通う場合、学区は以下の通りとなる。
| 丁目       | 番地              | 小学校             | 中学校             |
| ---------- | ----------------- | ------------------ | ------------------ |
| 井口一丁目 | 全域              | 三鷹市立井口小学校 | 三鷹市立第二中学校 |
| 井口二丁目 | 全域              | 三鷹市立第二小学校 | 三鷹市立第二中学校 |
| 井口三丁目 | 全域              | 三鷹市立井口小学校 | 三鷹市立第二中学校 |
| 井口四丁目 | 1～6番 7番5～24号 | 三鷹市立井口小学校 | 三鷹市立第二中学校 |
| 井口四丁目 | その他            | 三鷹市立第二小学校 | 三鷹市立第二中学校 |
| 井口五丁目 | 全域              | 三鷹市立井口小学校 | 三鷹市立第二中学校 |

## 交通

### 鉄道
| 隣接地域                                      | バス利用で利用可能駅 |
| --------------------------------------------- | --- |
| JR中央線 西武多摩川線 - 武蔵境駅(JC13)(SW 01) | 京王線 - 布田駅(KO17) - 調布駅(KO18) JR中央線 JR中央・総武線各駅停車 - 三鷹駅(JC 12)(JB 01) JR中央線 JR中央・総武線各駅停車 京王井の頭線 - 吉祥寺駅(JC 11)(JB 02)(IN 17) |

### バス
- 京王電鉄バス調布営業所
- 小田急バス武蔵境営業所

…が周辺の路線を運行している。

### 道路
- 東京都道12号調布田無線（武蔵境通り）
- 東京都道123号境調布線（天文台通り）
- 東京都道134号恋ヶ窪新田三鷹線（連雀通り）
- かえで通り

## 施設
- 三鷹井口郵便局
- 三鷹市立井口小学校
- 井口八幡神社
- 井口コミュニティセンター
- みずほ幼稚園
- 聖徳学園中学校・高等学校三鷹グランド
- 日本ホーリネス教団池の上キリスト教会